# Oppelo

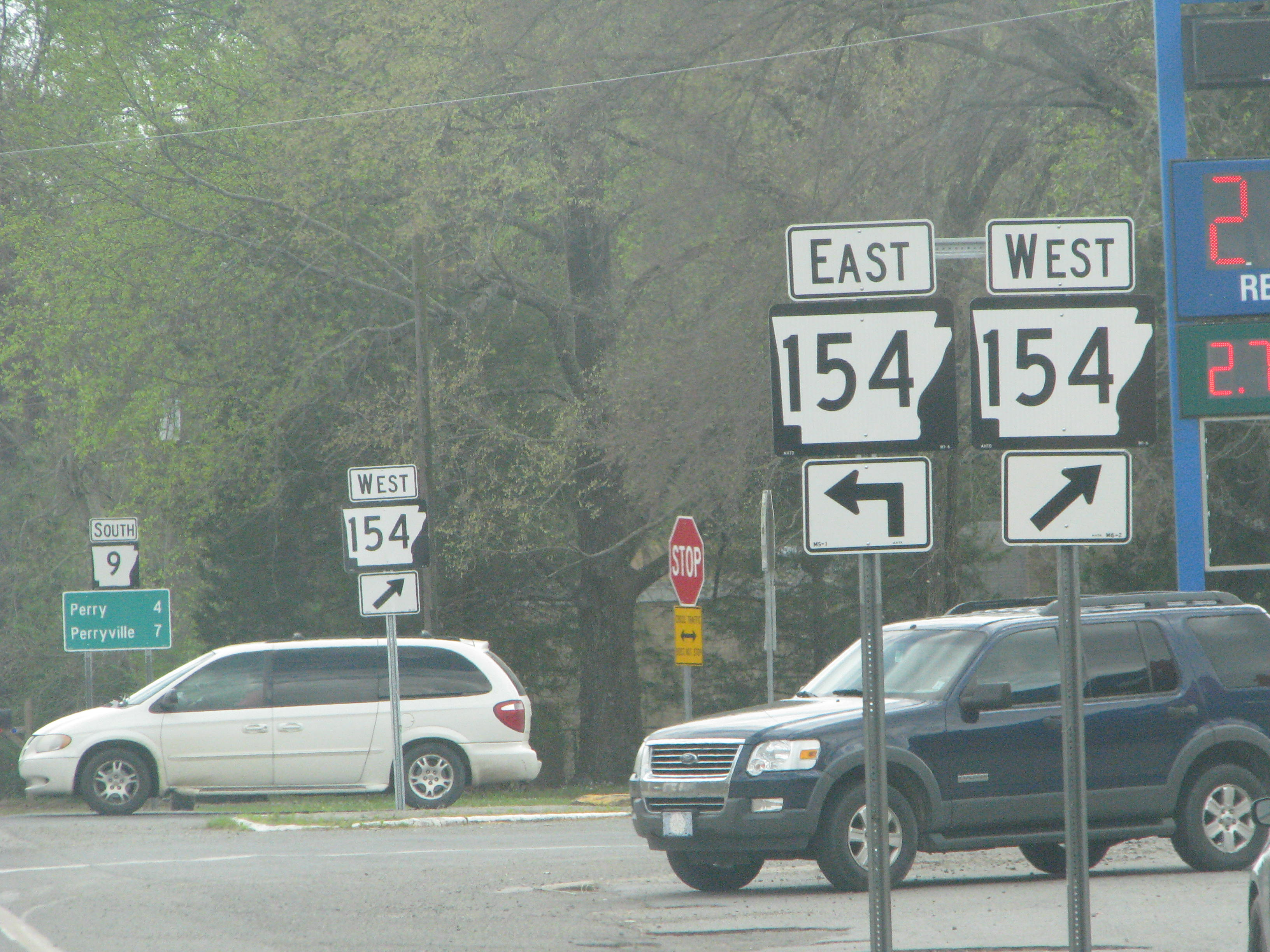
L'autoroute 154 de l'Arkansas traverse Oppelo

Oppelo est une municipalité du comté de Conway, dans l’État de l’Arkansas aux États-Unis.

## Démographie
| 1970 | 1980 | 1990 | 2000 | 2010 | - |
| ---- | ---- | ---- | ---- | ---- | - |
| 147  | 486  | 643  | 725  | 781  | - |